# Esterházy Irodalmi Díj
Az Esterházy Irodalmi Díj (röviden: Esterházy-díj) egy magyarországi irodalmi díj, amelyet évente ítélnek oda a magyar nyelven kiemelkedő értéket alkotó kortárs irodalmárok elismerésére. A díjat első alkalommal 2025 októberében adják át.

## A díj odaítélése
A díjat az Esterházy Magyarország Alapítvány hozta létre 2025. április 14-én, Esterházy Péter születésének 75. évfordulója alkalmából, azzal a céllal, hogy elismerje a kiemelkedő irodalmi tevékenységet, s azzal fejlessze a magyar nyelvű írott kultúrát, és élénkítse a magyarországi szellemi életet, valamint motiválja az alkotóközösség tagjait, erősítse a művészeti munka össztársadalmi megbecsültségét.
Minden évben az az író vagy költő kaphatja meg, aki az előző naptári esztendőben a legkiemelkedőbb olyan magyar nyelvű művet (könyv és/vagy e-könyv formában megjelent regényt, versgyűjteményt) adta közre, „amely humanista világlátásával, szabadságtörekvéseivel, felelős szeretetével, feddhetetlen jóakaratával és nyelvi igényességével járul hozzá ahhoz, hogy Magyarország, Európa és az egész világ jobb hellyé váljék."
Az alapító szándéka szerint két konzorciális partner, a Líra Könyv Zrt. és az Örkény István Színház együttműködésével biztosított a díj széles körű társadalmi beágyazottsága és a közösséget szolgáló karakterének erősítése.
Az Esterházy irodalmi díjat független zsűri ítéli oda; ezzel minden esztendőben egy, az irodalom tágan értett területén működő alkotót állít példaként a magyar nyelven olvasó közönség, Európa és világ elé. A zsűri a művészeti díjak esetén szokásos eljárás szerint két lépcsőben dönt a díjazottról: először megvitatás útján állítanak össze egy hét fős listát, amelyből a második körben konszenzussal választják ki az adott év győztesét.
A győztes alkotás szerzője Kelemen Zénó szobrászművész Aposztróf/Idézőjel című kisplasztikáját veheti át. Az elismeréssel járó támogatás összege 10 ezer euró.

## Díjazottak
| Év   | Díjazott / Jelöltek    | Művek                                                 | Megj.   |
| ---- | ---------------------- | ----------------------------------------------------- | ------- |
| 2025 | Biró Zsombor Aurél író | Visszatérő álmom, hogy apám vállán ébredek            | [ * 1 ] |
| 2025 | Borsik Miklós          | Futárlíra                                             | [ * 1 ] |
| 2025 | Darvasi László         | Neandervölgyiek I-III.                                | [ * 1 ] |
| 2025 | Grecsó Krisztián       | Apám üzent                                            | [ * 1 ] |
| 2025 | Kiss Judit Ágnes       | A vén fegyverkovácsné plasztikai sebészhez fordul     | [ * 1 ] |
| 2025 | Simon Márton           | Hideg pizza                                           | [ * 1 ] |
| 2025 | Szűcs Teri             | Visszatért hozzám az emlékezet. Demencia és Óperencia | [ * 1 ] |

## A zsűri összetétele
| Év   | Zsűritagok | Megj.   |
| ---- | --- | ------- |
| 2025 | Kiss László író, Mácsai Pál színművész, Margócsy István irodalomtörténész, Mora Terézia író, forgatókönyvíró, műfordító, Veiszer Alinda újságíró, szerkesztő | [ * 2 ] |